# Albert Lladó Villanua
Albert Lladó Villanua (Barcelona, 22 de juliol de 1980) és un periodista cultural, professor i escriptor català.
És llicenciat en Filosofia per la Universitat de Barcelona, postgrau en Periodisme de Proximitat per la Universitat Autònoma de Barcelona i màster en Estudis Comparats de Literatura, Art i Pensament per la Universitat Pompeu Fabra. S'ha format en dramatúrgia a L'Obrador de la Sala Beckett i al Seminari Internacional Panorama Sur de Buenos Aires. Fundador de Diari Maresme i de la revista Sísifo, i director de les revistes Secundèria i L'Hiperbòlic durant tres anys. Ha escrit a Benzina, Qué Leer, Quimera, Revista Ñ i El Ciervo. Ha treballat, entre altres mitjans, per a ràdio (RAC1, Vostè primer) i televisió (Betevé, Notícia oberta). També dirigeix i presenta Interior Maconda, un programa radiofònic d'entrevistes culturals i de pensament.
Albert Lladó ha publicat els llibres de relats Podemos estar contentos i Cronopios propios, l'assaig Encuentros fortuitos, el recull d'entrevistes Paraules, el llibre d'aforismes La realidad es otra, i les novel·les La puerta i La travesía de las anguilas. Va coordinar la secció de cultura de La Vanguardia, és editor de Revista de Letras i col·laborador del suplement Cultura/s.
L'any 2014 va publicar La Fábrica, i va estar seleccionat pel Teatre Nacional de Catalunya (TNC) per estrenar la seva obra de teatre, La mancha. Ha estat el primer autor novell en el camp teatral que el TNC incorpora entre les seves representacions de teatre a través de la bústia digital d'autors. Albert Lladó ha estat també director de l'Escola de Periodisme Cultural i docent del Postgrau Internacional d'Escriptura a la Facultat Llatinoamericana de Ciències Socials.
L'any 2019 va publicar l'assaig La mirada lúcida on, a partir de les reflexions d'Albert Camus, tracta dels reptes del periodisme actual perquè «sigui capaç de transformar la informació en experiència». L'any 2022 va publicar la novel·la Malpaís. També és autor de Contra la actualidad (2024), un assaig on formula trenta preguntes davant la robotització del present.
Albert Lladó és professor d'Escriptura Creativa a l'Escola d’Escriptura de l'Ateneu Barcelonès, d'Estudis Culturals i Crítics a l'Escola Massana, professor de Retòrica i Estilística en el Màster de Periodisme Literari, Comunicació i Humanitats a la Universitat Autònoma de Barcelona, i coordina, juntament amb Marina Garcés, l'Escola de Pensament a la xarxa de Biblioteques de Barcelona.